# Barleria fissiflora
Barleria fissiflora är en akantusväxtart som beskrevs av Boj. och Christian Gottfried Daniel Nees von Esenbeck. Barleria fissiflora ingår i släktet Barleria och familjen akantusväxter. Inga underarter finns listade i Catalogue of Life.